# Casa consistorial de Castalla
La Casa consistorial de Castalla (l'Alcoià, País Valencià) és un edifici d'estil renaixentista construït a mitjan segle xvii.
Es tracta d'un edifici amb les característiques pròpies de les construccions civils de l'època a València: façana de pedra de carreu, planta baixa amb tres arcs de mig punt que servien de Llotja, planta superior amb deu finestres d'arc de mig punt, etc.